# Richard Hoagland
Pour les articles homonymes, voir Hoagland.
Richard C. Hoagland, né en avril 1945, est un essayiste et théoricien du complot américain. Il s'intéresse à différents thèmes concernant l'astronomie que la majorité des astronomes considèrent comme extravagants et relevant de la pseudo-science. Ses affirmations s'appuient sur l'idée qu'il existerait dans le système solaire une civilisation avancée antérieure à la nôtre, en particulier sur Mars et sur la Lune.

## Biographie
Hoagland est un ex-conseiller en matière aérospatiale pour la NASA et pour la chaine CBS. Il a coécrit un essai avec Michaël Bara, un ingénieur en aéronautique pour Boeing.
De manière parodique, le prix Ig Nobel lui a été décerné en 1997.

## Théories

### Cydonia
Pour Hoagland, la photo prise par la sonde Viking sur la planète Mars en 1976 révélant une forme évoquant un visage serait un élément d'une ancienne cité habitée, Cydonia.

### NASA et franc-maçonnerie
Les recherches de son coauteur, Michael Bara, lui permettent d'affirmer que la plupart des administrateurs de la NASA sont des francs-maçons appartenant à un Suprême Conseil du Rite écossais ancien et accepté, c'est-à-dire des récipiendaires des hauts grades maçonniques.

### 11 septembre 2001
Selon Hoagland, les attentats du 11 septembre 2001 auraient été planifiés en fonction de considérations astrologiques et numérologiques. D'une part, ils constitueraient un prétexte guerrier pour attaquer l'Islam à travers une rivalité religieuse ou philosophique entre la franc-maçonnerie (en tant qu'héritière spirituelle des Templiers) et l'Islam ; d'autre part, il pourrait s'agir d'une attaque islamiste (dont les auteurs seraient les héritiers spirituels de la secte des Nizârites).

### Réchauffement climatique
Hoagland aborde les controverses sur le réchauffement climatique, selon lui le réchauffement climatique n'est pas d'origine anthropique puisqu'il concernerait le système solaire dans sa totalité.

## Publications

### Essais
- (en) Hoagland, Richard C, The Monuments of Mars : A City on the Edge of Forever, Los Angeles, Frog, Ltd. 5th ed., 2002, 5e éd., 534 p. (ISBN 978-1-58394-054-9, LCCN 2001058362)
- (en) Hoagland, Richard C and Michaël Bara, M, Dark Mission : The Secret History of NASA, Los Angeles, Feral House, 2007, 548 p., poche (ISBN 978-1-932595-26-0)
- Richard C. Hoagland, New Horizon ... for a Lost Horizon, chapter in : Pluto: New Horizons for a Lost Horizon, North Atlantic Books, 2015 (ISBN 978-1583948972), p. 312

### Contributions
- Richard C. Hoagland et Ben Bova (Chapter by Richard C. Hoagland and Ben Bova), Closeup : new worlds, New York: St. Martin's Press, mai 1977 (ISBN 978-0-312-14490-6, Bibcode 1977cnw..book.....B), « The origin of the solar system »
- George J. Haas et William R. Saunders (Forewords by Mark J. Carlotto and Richard C. Hoagland), The Cydonia Codex : Reflections from Mars, 2005, 329 p. (ISBN 978-1-58394-121-8, lire en ligne)
- NASA (Chapter by Richard C. Hoagland), NASA Apollo Spacecraft Lunar Excursion Module News Reference, Periscope Film LLC, septembre 2011 (ISBN 978-1-937684-98-3), « The Moon »

### Vidéos
- [vidéo][VHS tape] « Monuments of Mars: City on the Edge of Forever », Hoagland, Richard C. (Author (with NASA Lewis Research Center)), 1990, Cleveland, OH, NASA Lewis Research Center (OCLC 23350482)
- [vidéo][VHS tape] « The Monuments of Mars: A Terrestrial Connection », Hoagland, Richard C. (Executive Producer, Writer (with Geline, Robert J.)), 1992, New York, BC Video Inc (OCLC 41520112)
- [vidéo][VHS tape] « Hoagland's Mars, Vol. 1, The NASA-Cydonia Briefings » : « Short version, revised and updated », Hoagland, Richard C., 1996, Venice, CA, UFO Central Home Video (OCLC 41559991)
- [vidéo][DVD] « God, Man and ET: The Question of Other Worlds in Science, Theology, and Mythology », Hoagland, Richard C. (Disk 1: "The Gods of Cydonia: The Case for Ancient Artificial Structures in the Solar System"), 2005, Venice, CA, Knowledge 2020 Media (OCLC 58528205)

## Mission Entreprise
Richard Hoagland tient un site internet où il publie ses théories. On y trouve l'étude d'un plan de la planète Mars et de la ville de Cidonia.